# Соликамская провинция
Соликамская провинция (с 1737 года — Кунгурская, с 1766 года — Пермская) — одна из провинций Российской империи. Центр — город Соль Камская, с 1737 года — город Кунгур.

## История
29 мая 1719 года Сибирская губерния была разделена на три провинции, в том числе Соликамскую провинцию, в которую входили города:
- Соль Камская — 12 005 дворов;
- Пермь Великая и Чердынь — 1421 двор.

4 июня 1724 года город Кунгур (с Кунгурским уездом), который при разделении Сибирской губернии в 1719 году относился к Вятской провинции, был передан в Соликамскую провинцию.
29 апреля 1727 года в целях сокращения расстояния до губернского центра при перевозке собранной подушной подати Вятская и Соликамская провинции переданы в состав Казанской губернии.
В 1735 году в целях усиления борьбы с башкирами был разработан проект по созданию новой губернии из Вятской, Соликамской и Уфимской провинций с центром в Кунгуре. Проект не был реализован, но центр провинции все же был перенесен в Кунгур.
13 августа 1737 года Пермский провинциальный воевода переведен из Соликамска в Кунгур, который стал провинциальным городом, а провинция стала иногда именоваться Кунгурской, в то же время сохраняя во многих документах привычное наименование Пермской.
В описании губерний и их провинций за 1766 год провинция именуется Пермской.
27 января 1781 года Пермская провинция Казанской губернии вошла в состав образованного Пермского наместничества.

## Воеводы провинции
- Голубцов Александр Фёдорович — воевода (1774—1781)[10].